# Ottarpriset
Ottarpriset är ett svenskt pris som syftar till att uppmärksamma och befrämja de som arbetar i Ottars anda för att främja kvinnors grundläggande rätt till jämlikhet, som rätten att bestämma över sina egna kroppar och rätten att på samma villkor som män få röra sig i och ta del av de offentliga rummen och samhällets resurser.
I oktober 2017 instiftade tidningen Arbetaren Ottarpriset till minne av socialisten, sexualupplysaren, kvinnorättskämpen och tidigare medarbetare på tidningen Elise Ottesen-Jensen.
Ottarpriset består av 10 000 kronor samt en middag med Arbetarens redaktion.

## Lista över pristagare
- 2018 – Bita Eshraghi[2]
- 2019 – Ida Östensson[3]
- 2020 – Noorihe Halimi[4]
- 2021 – BB-ockupanterna i Sollefteå[5]
- 2022 – Organisationen QJouren Väst[6]
- 2023 – Organisationen Inte din hora[7]
- 2024 – Kvinnorättsorganisationen Aisha i Gaza[8]